# Державне заповідно-мисливське господарство
Державне заповідно-мисливське господарство (ДЗМГ) — колишнія специфічна категорія земель, що розглядалась з 1945 року і до 1983 року як один з типів природоохоронних територій.
Фактично ДЗМГ певною мірою дублювали мисливські заказники, але на відміну від останніх мали адміністрацію. Видання 1960—1970 років містять описи ДЗМГ поряд з описами заповідників: «Державне мисливське господарство — це своєрідний заповідник, у якому заборонено, „заказано“ (звідси і назва багатьох господарств — заказники) на певний час полювати на мисливських тварин і птахів, але дозволяється займатись рибальством, рільництвом, рубати ліс, косити сіно в такій мірі, щоб це не впливало негативно на мисливську фауну».

## Запровадження
ДЗМГ почали формуватись у 1945 році, коли після Другої світової війни уряд УРСР розпочав відновлення мисливських заказників для полювання партійних керівників. 24.02.1945 року, ще під час війни, була видана постанова «Про асигнування коштів на відновлення службових і підсобних приміщень у державних заказниках УРСР», якою до початку поточного мисливського сезону доручалось відновити готелі для почесних гостей та будиночки єгерів. Державні мисливські заказники спеціального призначення проіснували до 1966 року, лишаючись підпорядкованими Головному управлінню мисливського господарства Ради Міністрів УРСР.
Згодом, 13 липня 1959 року Рада Міністрів УРСР реорганізувала всі 12 мисливських заказників республіканського значення (загалом 400 000 га) у державні заповідно-мисливські господарства (ДЗМГ).
До 1968 року було створено ще 7 ДЗМГ, після чого їхня загальна площа перевищила 1 млн га.

## Скасування
Після запровадження класифікації природно-заповідного фонду 1983 року, ДЗМГ перестали розглядати як природоохоронні території. Частина з таких ДЗМГ досі не повернулась у повноцінний статус природно-заповідного фонду (наприклад створені НПП «Білоозерський» та НПП «Залісся» протягом 6 років лишаються без адміністрації та позиціонуються Державним управлінням справами як ДЗМГ, а не Національні природні парки).

## Відновлення статусу ДЗМГ у анексованому Криму
4 червня 2014 року Радмін РК видав розпорядження № 464-р «Про передачу об'єктів нерухомості в безоплатне користування управлінню справами президента РФ». У списку перераховані різноманітні санаторії, резиденції, пансіонати, а в самому кінці — Кримський природний заповідник. У жовтні 2014 року Кримський природний заповідник переданий до Федеральної бюджетної установи «Комплекс Крим», що входить до складу управління справами президента РФ, тим самим повернувши колишній статус ДЗМГ.